# Kaapse kapokmees
De Kaapse kapokmees (Anthoscopus minutus) is een zangvogel uit de familie Remizidae (buidelmezen).

## Verspreiding en leefgebied
Deze soort komt voor in zuidwestelijk Afrika en telt drie ondersoorten:
- A. m. damarensis: westelijk Angola en noordelijk Namibië, noordelijk en oostelijk Botswana, Zimbabwe en noordelijk Zuid-Afrika.
- A. m. gigi: zuidelijk Zuid-Afrika.
- A. m. minutus: westelijk en zuidelijk Namibië, zuidwestelijk Botswana en westelijk en centraal Zuid-Afrika.

## Status
De grootte van de populatie is niet gekwantificeerd maar de soort wordt omschreven als schaars tot vrij algemeen. Op de Rode lijst van de IUCN heeft deze soort de status niet bedreigd.